# Fehmi Agani
Fehmi Agani (23. ledna 1932 Gjakova – 6. května 1999 Lipjan) byl kosovský sociolog a politik.

## Životopis
V devadesátých letech 20. století působil jako místopředseda Demokratické ligy Kosova (LDK), kterou zastupoval na mezinárodních jednáních před válkou v Kosovu v letech 1998–1999. Agani byl hlavním poradcem umírněného představitele kosovských Albánců Ibrahima Rugovy a členem delegace kosovských Albánců na mírových jednáních ve Francii. Dne 6. května 1999 byl za nevyjasněných okolností zavražděn u města Lipjan.